# David Martin
David Edward Martin, född 22 januari 1986 i London, England, är en engelsk fotbollsmålvakt. 

## Karriär
År 2006 värvades Martin till Liverpool från MK Dons men hade under sin tid i klubben svårt att slå sig in i laget. Han var uttagen till matchtruppen vid några tillfällen men spelade aldrig en match för klubben. Istället lånades han ut i flera omgångar till bland annat Leicester City, Tranmere Rovers och Leeds United. När hans kontrakt med Liverpool gick ut i maj 2010 förnyades det inte och han valde istället att återvända till MK Dons.
Den 3 juni 2019 värvades Martin av West Ham United, där han skrev på ett tvåårskontrakt.